# 5263 Arrius
5263 Arrius este un asteroid din centura principală de asteroizi.

## Denumirea asteroidului
Numele asteroidului face referire la personajul roman Q. Arrius, care, potrivit poetului Catullus, pronunța consoana „h”, deși această pronunțare era anacronică.

## Descriere
5263 Arrius este un asteroid din centura principală de asteroizi. A fost descoperit pe 13 aprilie 1991 la Siding Spring de Duncan I. Steel. Asteroidul prezintă o orbită caracterizată de o semiaxă mare de 3,20 ua, o excentricitate de 0,02 și o înclinație de 14,8° în raport cu ecliptica.